# Палеоентомологія
Палеоентомологія — розділ палеонтології, що вивчає викопних комах.
Палеоентомологія вивчає біологічну різноманітність комах та її зміну в часі та просторі. Таке розмаїття встановлюється через морфологію, визначення систематичного складу і побудову нових класифікацій.

## Історія
Палеоентомологія як наука зародилася понад півтора століття тому. Але перших викопних комах описано ще за часів К. Ліннея (перша стаття з науковим описом викопних комах вийшла через рік після його смерті). Серед перших палеоентомологів — С. Г. Скаддер (1837—1911), А. Гандлірш (1865—1935), Ф. М. Карпентер (1902—1994). Визначні радянські палеоентомологи А. В. Мартинов (1879—1938) і Б. Б. Родендорф (1904—1977) створили лабораторію членистоногих ПІН АН СРСР (лабораторія артропод ПІН РАН), яка стала першою і найбільшою у світі організацією подібного роду.
В наш час опубліковано близько 10 000 палеоентомологічних публікацій, в яких описано близько 20 000 описаних валідних видів викопних комах.

## Конгреси
Міжнародні палеоентомологічні конгреси:
- 1998 — Перший міжнародний палеоентомологічний конгрес (Москва, Росія)
- 2001 — Другий міжнародний палеоентомологічний конгрес (Краків, Польща)
- 2005 — Третій міжнародний палеоентомологічний конгрес (Преторія, ПАР)
- 2007 — Четвертий міжнародний палеоентомологічний конгрес (Вікторія, Іспанія)[2]
- 2010 — П'ятий міжнародний палеоентомологічний конгрес (Пекін, Китай)

## Міжнародні товариства
- International Society Palaeoentomological

## Відомі фахівці
- Расніцин Олександр Павлович[ru]
- Френк М. Карпентер
- Семюель Габбард Скаддер
- Девід Грімальді